# Giovanni Marino
Giovanni Marino (Aragona, 8 gennaio 1926 – Aragona, 8 gennaio 2017) è stato un politico e avvocato italiano.

## Biografia
Consigliere comunale di Aragona per il MSI, nel 1959 fu vicepresidente della Commissione provinciale di controllo agrigentina.
Fu per molti anni segretario provinciale del MSI-DN di Agrigento e consigliere comunale del capoluogo dal 1964 al 1990.
Nel 1967 fu eletto deputato all'Assemblea regionale siciliana per il MSI nel collegio provinciale di Agrigento e riconfermato per altre due legislature, nel 1971 e nel 1976, fino al 1981.
Nel 1994 fu eletto deputato alla Camera nella lista di Alleanza Nazionale. Nella XII Legislatura fu Vicepresidente della Giunta per le autorizzazioni a procedere in giudizio, mentre nella XIII Legislatura fu vice presidente della Commissione parlamentare d'inchiesta sulle responsabilità relative alla tragedia del Cermis dal 10 dicembre 1999 al 29 maggio 2001 quando, settantaseienne, non fu ricandidato.
È stato presidente dell'Ordine degli avvocati di Agrigento.
È morto nel 2017, il giorno del suo 91º compleanno.